# HD 86352
HD 86352，又名CD-50 4662，SAO 237514、HR 3935，是一颗恒星，视星等为6.37，位于銀經277.3，銀緯2.61，其B1900.0坐标为赤經9h 52m 40.8s，赤緯-50° 2.61′ 38″。